# ريان دونوفان
ريان دونوفان (بالإنجليزية: Ryan Donovan)‏ هو لاعب هوكي الجليد أمريكي، ولد في 20 ديسمبر 1987 في بينكني في الولايات المتحدة.

## وصلات خارجية
- ريان دونوفان على موقع EliteProspects.com (الإنجليزية)
- ريان دونوفان على موقع HockeyDB.com (الإنجليزية)